# تئودور لورچ
تئودور لورچ (انگلیسی: Theodore Lorch؛ ‏ ۲۹ سپتامبر ۱۸۷۳ – ۱۲ نوامبر ۱۹۴۷) بازیگر اهل ایالات متحده آمریکا بود.

## گزیدهٔ فیلم‌شناسی
- جسم و روح
- گسولین گاس
- فریب
- این زمین مال من است
- غرور یانکی‌ها
- گوژپشت نتردام
- دلیجان
- مواظب باش پروفسور
- جزیره آلکاتراز
- شهره شهر نیویورک
- زن بدنام
- بیا و بگیرش
- شورش
- فلش گوردون
- آخرین روزهای پمپی
- آوای وحش
- احساس مالکیت
- ما دوباره زندگی می‌کنیم
- عشق‌بازی‌های چلینی
- کنت مونت کریستو
- ابوالهول
- گردباد
- آرسن لوپن
- گناه مادلن کلوده
- پسر هند
- بزن‌بکوب!
- بی‌قیدوبند
- گینسبرگ بزرگ
- شاهنشاه
- شاهین دریا